# دره رامون

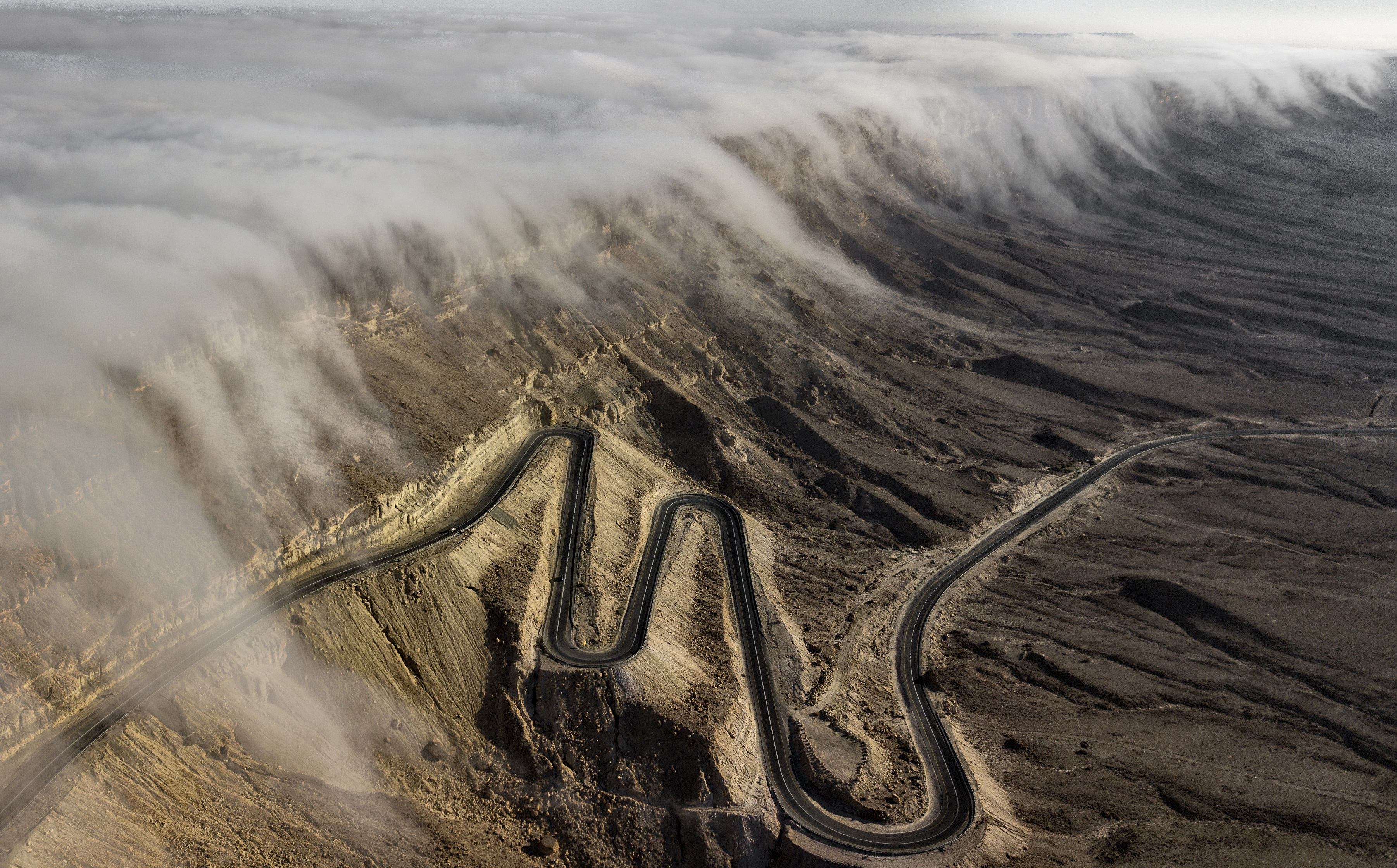
مجاورت دو ناحیه کم فشار و پرفشار در وادی رامون باعث شده، به‌نظر برسد که ابرها از آسمان به زمین می‌آیند.

دره رامون (به لاتین: Makhtesh Ramon) یکی از زمین‌چهره‌های اسرائیل واقع در بیابان نگب است. این دره در کنار قله نگب در ۸۵ کیلومتری جنوب شهر بئرشبع است. این دره، دقیقاً یک دهانه برخوردی به‌وجودآمده از برخورد شهاب‌واره یا دهانه‌ای آتشفشانی حاصل از فوران آتشفشانی نیست؛ بااین‌همه بزرگ‌ترین چال‌گاه فرسایشی (ژرف‌دره) جهان است. این دهانه ۴۰ کیلومتر طول، ۲ تا ۱۰ کیلومتر عرض و ۵۰۰ متر عمق دارد و شبیه یک قلب کشیده است. تنها منطقه مسکونی این دره، میتسپه رامون است که در انتهای شمالی دره قرار دارد. امروزه این دره و سرزمین‌های پیرامونش بزرگ‌ترین پارک ملی حفاظت‌شده اسرائیل را شکل می‌دهد. عمر لایه‌های تشکیل‌دهنده دره به ۲۰۰ میلیون سال می‌رسد. در عمیق‌ترین نقطه دره، عین ساهارونیم، تنها منبع طبیعی آب دره قرار دارد و شامل اغلب گونه‌های جانوری دره از جمله بز کوهی نوبه‌ای و گورخر آسیایی می‌شود.